# Chlorate d'argent
Le chlorate d'argent est un composé instable à garder à l'abri de la lumière et des composés oxydables.